# Emery
Emery (наждак) — емо пост-хардкоровий гурт з Рок-Гілл (Південна Кароліна, США). На даний момент група розташовується у Сієтлі.
На даний момент група записала 4 EP і 5 повноформатних альбомів.

## Історія

### Створення (2001)
Група Emery була створена у 2001 році в місті Рок-Гілл, штат Південна Кароліна . Названа на честь першокурсниці, яку зустрів Тобі, коли проходив стажування як викладач у коледжі. Незабаром після утворення групи учасники вирішили переїхати у Сієтл, штат Вашингтон, в пошуках кращого музичного обладнання та сцени більшого масштабу.
Через деякий час після переїзду склад поповнюється новим музикантом, Сетом Стадлі, який став новим барабанщиком. Девін Шелтон ж зайняв місце другого гітариста. Також до них приєднався новий клавішник — Джош Гед.

### The Weak's End (2002-2004)
У 2002 Emery укладають контракт з відомим лейблом у рок-музиці Tooth & Nail Records. Не гаючи часу, хлопці наймають продюсер Еда Роуза і починають роботу над своїм дебютним альбомом, The Weak's End. Платівка вийшла 27 січня 2004, і група вирушила в тур на її підтримку.
Було знято 2 кліпи - на пісні «The Walls» і «Disguising Mistakes With Goodbyes».

### The Question (2005-2006)
Під час туру Сет Стадлі вирішує покинути групу через весілля, і Emery довелося шукати нового барабанщика. І під час туру з Haste the Day пройшло прослуховування Дейва Пауелла. Офіційно він увійшов до складу групи у листопаді 2005.
Незабаром після закінчення туру група вирішує повернутися в студію і записати новий альбом. Продюсером цього разу був найнятий Аарон Спрінкл, що працював раніше з Dead Poetic. П'ять тижнів група займалася записом, і врешті-решт платівка The Question , була випущена 2 серпня 2005. 21 листопада 2006 альбом перевидається з додаванням в нього акустичних версій п'яти пісень і двох демозаписей, спродюсованих Меттом Картером. Також до альбому додається DVD з документальним фільмом про групу. 29 червня 2007 виходить кліп Emery на сингл «Studying Politics».
У вересні 2006 групу покидає басист Джоел Грін.

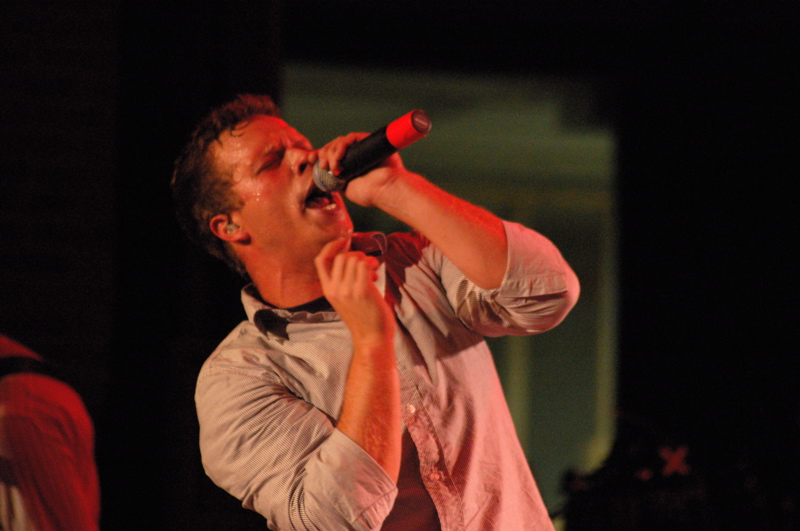
Девін Шелтон

### I'm Only A Man (2007-2008)
Реліз нового альбому відбувся 2 жовтня 2007.
Альбом був спродюсований Райаном Бошем і Меттом Картером, і записаний у Dark Horse Studio (штат Теннессі) і отримав назву I'm Only a Man. На платівці Emery вирішили поекспериментувати з синтезаторами, і набагато більший упор був зроблений на чистий, мелодійний вокал, тому скримінга тут дуже мало, на відміну від двох попередніх альбомів.

### ... In Shallow Seas We Sail (2008-2010)
While Broken Hearts Prevail , був випущений 28 жовтня 2008.
В одному з інтерв'ю вокаліст Тобі Моррелл повідомив, що новий альбом буде називатися ... In Shallow Seas We Sail . Тоді ще не було відомо, чи буде він записаний на тому ж лейблі у зв'язку зі швидким закінченням контракту з Tooth & Nail, але незабаром все встало на свої місця - Emery продовжили його.
У серпні 2008 року, під час свого першого туру по Південній Америці, група оголосила, що деякі пісні з EP потраплять на майбутній альбом, який, як очікувалося, вийде у червні 2009. Більша частина матеріалу була записана на студії Great Western Record Recorders (Толона , штат Іллінойс ).
2 червня 2009 Emery випустили альбом ... In Shallow Seas We Sail . На підтримку альбому був відзнятий кліп на пісню «Butcher's Mouth».

### We Do What We Want (2011-2012 )
26 січня 2011 лейблом T&N була оголошена офіційна дата релізу нового альбому групи, We Do What We Want, 29 березня 2011.
31 січня 2011 на офіційній facebook-сторінці групи було оголошено, що Девін Шелтон бере відпочинок на невизначений час.
11 лютого 2011 сайт altpress.com опублікував фото групи у новому складі (без Шелтона), обкладинку нового альбому і його треклист. 17 лютого на офіційній сторінці у facebook було оголошено, що група крім T&N відтепер підписана на Solid State Records і наступний альбом видається спільно двома цими лейблами.
На підтримку альбому пройшов тур «Do What You Want» разом з групами To Speak of Wolves і Hawkboy.

### Matt & Toby та You Were Never Alone (з 2012)
У 2012 Метт Картер і Тобі Моррелл зосередили свою роботу на акустичному проекті під назвою Matt & Toby. В результаті, однойменний альбом був випущений 19 листопада 2012 під лебом Tooth & Nail Records. На підтримку альбому Matt & Toby відбувся тур "Living Room Tour" з 15 жовтня по 9 листопада 2012 року та з 26 січня по 9 лютого 2013 року. Під час шоу вони грали пісні з альбому, а також пісні Emery і кілька каверів в акустичній версії. 
Девін Шелтон повернувся у групу і брав участь у записі нового альбому Emery. Новой альбом You Were Never Alone буде випущений на початку 2014 року.

## Дискографія
- The Weak's End (2004)
- The Question (2005)
- I'm Only a Man (2007)
- ... In Shallow Seas We Sail (2009)
- We Do What We Want (2011)
- You Were Never Alone (2014)